# La cérémonie
La cérémonie (Brasil: Mulheres Diabólicas / Portugal: A Cerimónia) é um filme francês de 1995 do gênero drama e suspense estrelado por  Sandrine Bonnaire e Isabelle Huppert, dirigido por Claude Chabrol.
O filme é uma adaptação do romance A Judgement in Stone de Ruth Rendell.
O filme conta a história da empregada Sophie (Sandrine Bonnaire), que é contratada por uma família chamada Lalièvre, que mora numa casa grande e isolada. Sophie acaba fazendo amizade com a bisbilhoteira Jeanne (Isabelle Huppert), dona do correio local. Com essa amizade indesejada por alguns membros da família Lalièvre, problemas começam a aparecer e mentiras começam a se tornar mais recorrentes. 